# Hamelin
Hamelin ist eine französische Gemeinde mit 109 Einwohnern (Stand: 1. Januar 2022) im Département Manche in der Region Normandie. Sie gehört zum Kanton Saint-Hilaire-du-Harcouët und zum Arrondissement Avranches. Die Bewohner nennen sich Les Hamelinois. 
Hamelin liegt am Flüsschen Lair. Nachbargemeinden sind Saint-Laurent-de-Terregatte im Nordwesten, Saint-Hilaire-du-Harcouët im Nordosten sowie Saint-Georges-de-Reintembault im Südosten, Süden und Südwesten.

## Bevölkerungsentwicklung
| Jahr      | 1962 | 1968 | 1975 | 1982 | 1990 | 1999 | 2008 | 2018 |
| --------- | ---- | ---- | ---- | ---- | ---- | ---- | ---- | ---- |
| Einwohner | 200  | 171  | 149  | 135  | 122  | 122  | 115  | 89   |

## Sehenswürdigkeiten

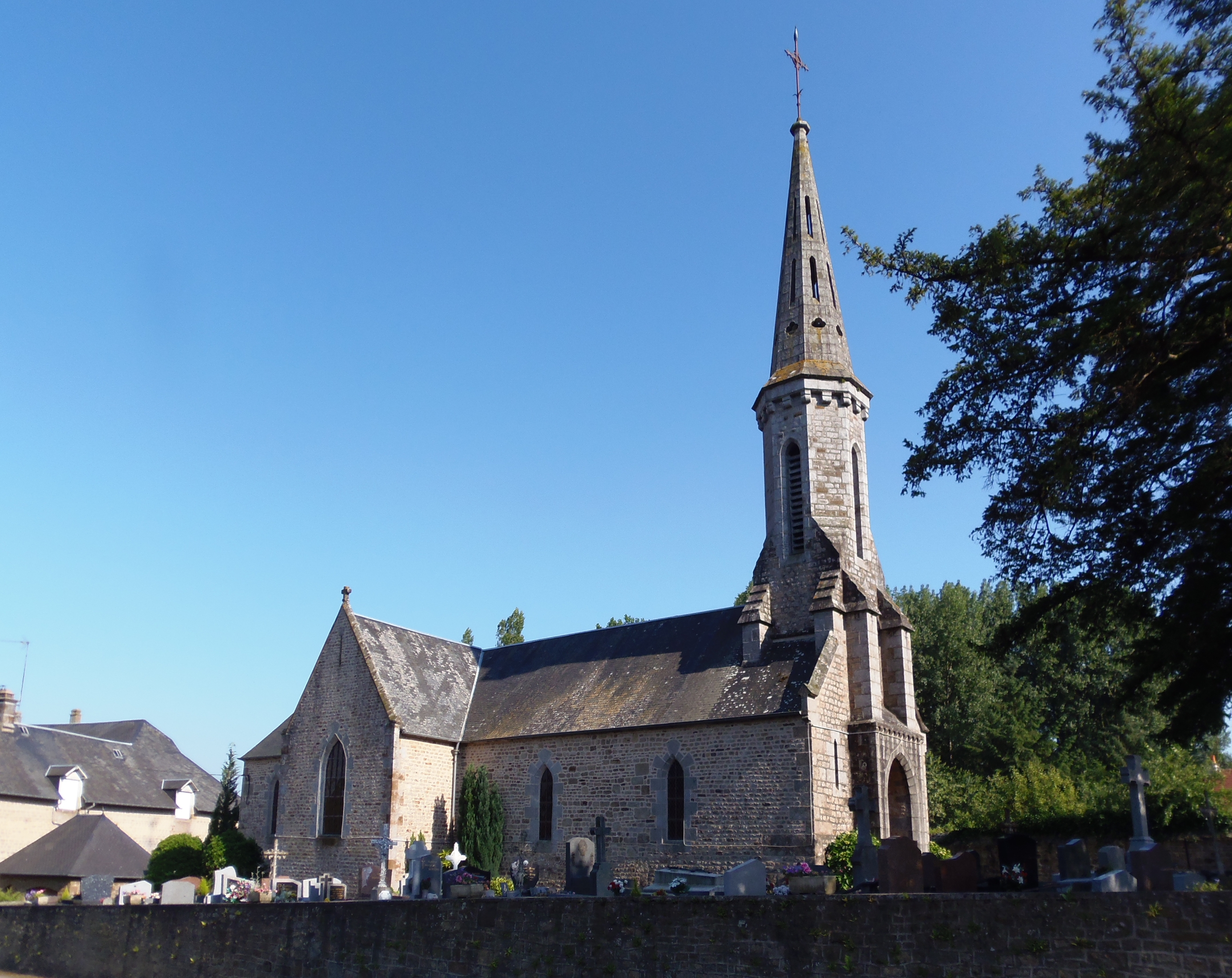
Kirche Saint-Martin

- Kirche Saint-Martin